# Phyteuma pyrenaeum
Phyteuma pyrenaeum là loài thực vật có hoa trong họ Hoa chuông. Loài này được Sennen miêu tả khoa học đầu tiên năm 1927.